# Bill Henson
Bill Henson (né en 1955) est un photographe australien.
En 2008, certaines de ses photos, représentant des enfants nus, ont créé la controverse. Le Premier Ministre australien Kevin Rudd a même déclaré qu'il trouvait les images « absolument révoltantes » et « sans mérite artistique »,,,.